# Maurits af Nederlandene
Prins Maurits af Nederlandene (15. september 1843 i Haag – 4. juni 1850 samme sted) var en nederlandsk prins, der var en yngre søn af kong Vilhelm 3. af Nederlandene (1817–1890) og dronning Sophie.
Prins Maurits døde seks år gammel af meningitis i 1850. Alle kong Vilhelm og dronning Sophies døde i deres fars levetid. Prins Maurits var den første der døde, og han blev fulgt af sin ugifte ældre bror Prins Vilhelm i 1879, og sin ligeledes ugifte yngre bror Prins Alexander i 1884. Det var derfor brødrenes halvsøster Prinsesse Vilhelmine (1880–1962), der blev tronfølger i Nederlandene, mens en fjern slægtning Adolf, tidligere hertug af Nassau (1817–1905) blev tronfølger i Luxembourg. 